# Maandagziekte
Maandagziekte, spierbevangenheid of tying up is een spierprobleem dat vooral voorkomt bij paarden die de dag ervoor niet gewerkt hebben, terwijl het voerpatroon niet veranderd is. Het kan heel ernstig en soms zelfs levensbedreigend zijn, maar meestal gaat het om een lichtere vorm. Paarden met deze ziekte zijn stijf en willen liever niet lopen, of kunnen dat bijna niet meer.
In de volksmond heet de ziekte maandagziekte omdat zij vroeger veel voorkwam bij werkpaarden die in het weekend stil hadden gestaan. De spieren kunnen de afvalstoffen niet goed verwerken en daardoor krijgt het paard verschrikkelijke pijn in alle spieren. Als een paard dit krijgt, dient het onmiddellijk en zo snel mogelijk stil te worden gezet (op stal). Als er te lang mee wordt doorgelopen, kan dit tot blijvende schade aan de spieren leiden. Meestal wordt een paard tien dagen op stal gezet, om daarna langzaam het bewegen weer op te bouwen, eerst aan de hand stappen, dan de wei in, gevolgd door steeds zwaardere belasting van de spieren. Het herstel moet rustig plaatsvinden en vooral niet overhaast worden.
Tegenwoordig is spierbevangenheid vaak het gevolg van bepaalde enzymafwijkingen. Paarden die eraan lijden zijn voortdurend vatbaar. De preventie bestaat uit aangepaste voeding en beweging. Met speciale dieetvoeding worden heel goede resultaten bereikt. Het voedingsadvies en het bewegingsplan moeten goed afgestemd zijn op het paard en diens situatie en dienen derhalve deskundig te worden opgesteld. Een paardendierenarts is hiervoor de aangewezen persoon.